# Jordbävningen i Tōnankai 1944
 Jordbävningen i Tōnankai 1944 inträffade klockan 13:35 lokal tid (04:35 UTC) den 7 december. Skalvet uppskattades till 8.1 på momentmagnitudskalan. En stor tsunami utlöstes, och ledde till stora skador längsmed kusten i Wakayama prefektur och regionen Tōkai. Totalt omkom 1 223 personer.

### Fotnoter
1. ↑  NGDC. ”Comments for the Significant Earthquake”. http://www.ngdc.noaa.gov/nndc/struts/results?eq_0=3791&t=101650&s=13&d=22,26,13,12&nd=display. Läst 26 mars 2011.